# Аллыкенд
Аллыкенд (азерб. Allıkənd) — село в Кельбаджарском районе Азербайджана. Расположено в горах Малого Кавказа на высоте 1640 м.

## История
В составе России село находилось в составе Джеванширского уезда Елизаветпольской губернии. По данным «Кавказского календаря» 1912 года в селе, указанном как Аликенд, жило 110 человек, в основном азербайджанцев, указанных «татарами».
По материалам издания «Административное деление АССР», подготовленных в 1933 году Управлением народно-хозяйственного учёта АССР (АзНХУ), по состоянию на 1 января 1933 года в селе Аллыкент входившем в Кельбаджарский сельсовет Кельбаджарского района Азербайджанской ССР проживало 321 человек (80 хозяйств, из них 26 обобщенных и 54 единичных, 166 мужчин и 155 женщин). Национальный состав всего Кельбаджарского сельсовета, включавшего также населённые пункты Айрымбинаси, Аталлар, Бояглы, Дерекышлаг, Юхары-кышлаг, Кельбаджар, Кильсаликент, Мамед-ушагы, Шекераллар, на 90,3% состоял из тюрков (азербайджанцев).
В ходе Карабахской войны перешло под контроль непризнанной Нагорно-Карабахской Республики, под контролем которой село находилось с начала 1990-х годов до ноября 2020 года и входило в Шаумяновский район (НКР).
25 ноября 2020 года на основании трёхстороннего соглашения между Азербайджаном, Арменией и Россией от 10 ноября 2020 года Кельбаджарский район возвращён под контроль Азербайджана.